# Ardenno
Ardenno es una comune italiana situada en la provincia de Sondrio, en Lombardía. Tiene una población estimada, a fines de junio de 2022, de 3198 habitantes.

## Evolución demográfica
| Gráfica de evolución demográfica de Ardenno entre 1861 y 2022 |
|                                                               |
| Fuente: ISTAT - Elaboración gráfica de Wikipedia              |